# Spielmoral
Spielmoral bezeichnet die Bereitschaft, sein Spielverhalten einer ethischen Norm, den vorgegebenen Spielregeln, zu unterwerfen. In einer zweiten Bedeutung charakterisiert es im Sinne von Teamgeist oder Mannschaftsgeist die mentale Einstellung des einzelnen Spielers bzw. einer ganzen Mannschaft, sich nach besten Kräften für den gemeinsamen Spielerfolg einzusetzen.

## Begriff
Der Begriff Spielmoral bringt eine ethische Komponente in das Spielgeschehen. Er kennzeichnet einerseits ein Spielverhalten, das bereit ist, sich bei seinen Spielhandlungen trotz eines starken Siegstrebens innerhalb des vorgegebenen Reglements zu bewegen und das Nutzen von unlauteren Spielvorteilen über Fouls und Mogeln zu unterlassen. Andererseits wird Spielmoral im Mannschaftsrahmen  auch als „Teamgeist“ oder „Mannschaftsgeist“ erkennbar. Diesen kennzeichnet eine innere Haltung sowohl des einzelnen Spielers als auch seiner Spielgemeinschaft, sich im Dienste der Mannschaft für den gemeinsamen Erfolg zu engagieren und dazu die bestmögliche Leistung im Sinne des Spielgedankens abzurufen. Der Spielhistoriker Hans Scheuerl unterscheidet entsprechend zwischen dem Phänomen der unverbindlichen „Spielerei“ und einem sogenannten  „Spielethos“, mit dem er Ernsthaftigkeit und einen „Wertgesichtspunkt“ verbindet: Das Niveau der höchstmöglichen Leistung, die von einem Spieler im Dienste des Spiels gefordert werden kann, ist der Maßstab.

## Entwicklung
Im frühen Kindesalter ist das Spiel häufig noch weniger auf die Prozesshaftigkeit des Spielens ausgerichtet als darauf, unbedingt gewinnen zu wollen. Regeln werden dabei oft als hinderlich empfunden, wenn sie das gewünschte rasche Fortkommen zu dem angestrebten Ziel einengen. Dies erklärt sich nach Jean Piaget aus der noch stark im egozentrischen Denken verhafteten kindlichen Psyche: Letztlich hängt Piagets Lehre von der Heteronomie der Moral und damit auch der Spielmoral mit der vom Egozentrismus des Kindes eng zusammen. Regeltreue benötigt ein Bewusstsein von sozialer Gerechtigkeit und Fairness, das allen Mitspielern die gleichen Chancen zugesteht.
Kennzeichen der frühen, individualtypisch geprägten Spiele des Kindes sind vor allem das Ausleben der „Funktionslust“ an Materialien und Gegenständen sowie das intuitive, noch unreflektierte Ausprobieren und Sammeln von Umwelterfahrungen. Erst mit zunehmendem Alter erwachsen daraus höhere Ansprüche, z. B.  das Setzen von Bedingungen, also Regeln, für das Erreichen des Spielziels. Mit diesen neuen Bedürfnissen entstehen allmählich die sogenannten Regelspiele, die aufgrund ihres sozialen Charakters auch gemeinschaftsbildende Kooperationsspiele und Wettspiele ermöglichen. Nach Warwitz/Rudolf. erreichen Kinder jedoch erst mit etwa zehn Jahren die kognitive Reife und den Entwicklungsstand, mit dem sie Spielregeln in ihrem Sinn voll begreifen und unter Fairnessaspekten bewusst anwenden können. Das bedeutet, dass sie in der Lage sind, die grundsätzliche Veränderbarkeit von Regeln zu verstehen und eigene Regeln kreativ umsetzen zu können. Wolfgang Einsiedler kennzeichnet diese Phase in der Spielentwicklung des Kindes als Schritt von einer „heteronomen Spielmoral“, die sich an von außen gesetzten kodifizierten Regelvorgaben orientiert zu einer „autonomen Spielmoral“, die dem gemeinsamen Spiel im Einvernehmen mit den Spielpartnern eigene Regeln zuordnet.

## Bedeutung
Regeln konstituieren und strukturieren ein Spiel. Sie setzen Normen, fixieren Grenzen und stellen Bedingungen, unter denen das Spielgeschehen ablaufen soll. Sie grenzen damit die totale Freiheit des Handelns ein und geben ihr einen Rahmen des Erlaubten. Regeltreue garantiert Fairness gegenüber dem Spielgedanken und den Mitspielern. Sie sichert die  Chancengleichheit im Spiel und wahrt die Spielgerechtigkeit, ohne die das Spiel und ein eventueller Sieg keinen Wert haben. Entsprechend stören bzw. zerstören Verstöße gegen die Spielmoral das Spiel. Sie ergeben sich häufig aus einem übermächtigen Drang, ein Spiel unbedingt gewinnen zu wollen oder aus der Unfähigkeit, die Niederlage in einem Spiel zu ertragen. So wird bisweilen versucht, sich durch Mogeln unlautere Vorteile zu verschaffen, um dem Spielerfolg nachzuhelfen, was umso dringlicher erscheint, je bedeutsamer ein erwarteter Spielerfolg gesehen wird: Das fast zwanghafte Begehren, der Beste zu sein, Sieger zu werden, Prämien und Preise zu kassieren, erweist sich häufig als mächtiger, denn die Spielmoral. Es gehört daher nach Auffassung der Spieldidaktik zu den wichtigsten Aufgaben der Spielerziehung, auf die allmähliche Entwicklung einer Spielmoral Einfluss zu nehmen und die Erkenntnis zu fördern, dass Verlieren keine Schande und persönliche Demütigung ist, wenn man ehrlich und regelkonform den Wettkampf bestritten hat, dass es im Gegenteil Charakterstärke beweist, auch eine Niederlage ohne vermeintlichen Egoverlust aushalten zu können. Da Spielen eines der wichtigsten Betätigungsfelder des Kindes darstellt, wird diesem Bildungssektor von der Spielpädagogik gleichzeitig eine erhebliche gesamtpädagogische Bedeutung für das Entstehen eines sittlichen Bewusstseins des heranwachsenden Kindes zugemessen. So betonen etwa Spielwissenschaftler wie Arnulf Rüssel, Jean Château oder Jean Piaget unisono, dass das Kind durch die Unterwerfung unter die Spielregel erst zur Herrschaft über sich selbst gelangt und damit zur „moralischen Person“ werde. Im Schatten dieser Thematik verblasst die im Gefolge der New-Games-Bewegung hochgekochte Frage, ob das verbreitete konkurrenzorientierte Spielen aus pädagogischen Gründen durch ein alternatives Konzept abgelöst werden sollte, das kooperatives Spielen mehr in den Vordergrund rückt.

## Einsatzbereitschaft & Teamgeist

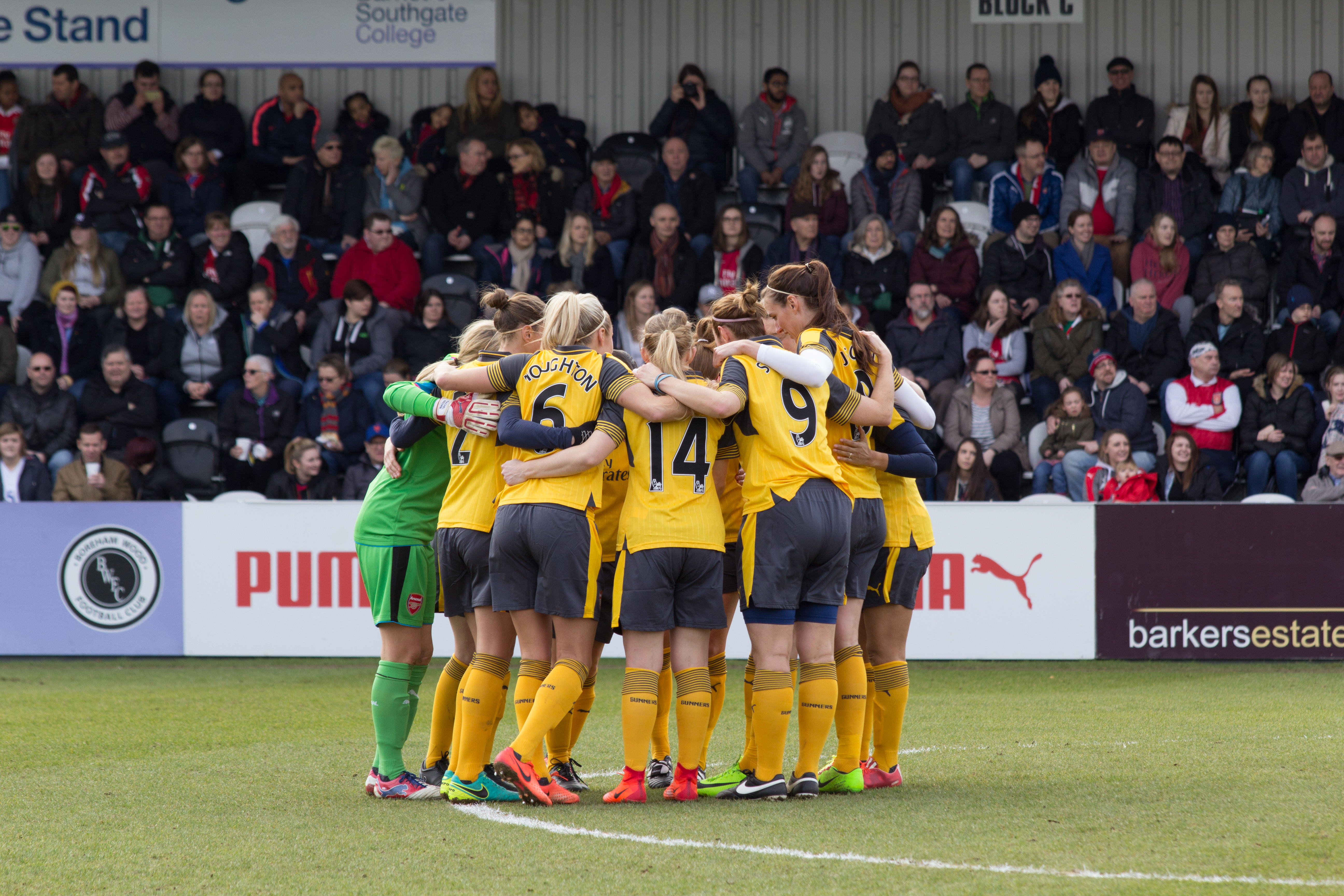
Beschwörung von Spielmoral und Mannschaftsgeist

Der Begriff „Spielmoral“ findet neben der Regeltreue auch zur Kennzeichnung der mentalen Stärke, der Einsatzbereitschaft und des Durchhaltevermögens von Einzelspielern in Wettkampfspielen und für den Teamgeist von Mannschaften in Turnierabläufen Verwendung. Diese Spielmoral zeigt sich besonders, wenn der Spieler oder die Mannschaft in Rückstände geraten, die es aufzuholen gilt oder bei der Konfrontation mit einem als besonders stark eingeschätzten Gegner. Spielmoral charakterisiert in diesem Zusammenhang den Zusammenhalt und Siegeswillen sowie die mannschaftsdienliche gemeinsame Ausrichtung auf den Spielerfolg. Sie kennzeichnet das Bestreben, sich unter höchster Anstrengungsbereitschaft und Zurückstellung eigener Profilierungssüchte in den Dienst des Teams zu stellen, um einen gemeinsamen Erfolg zu erringen. Im Mannschaftssport handelt es sich dabei um eine Form der Sozialkompetenz. Die Qualität der Spielmoral ist vor allem von entscheidender Bedeutung, wenn das Team oder der einzelne Spieler in Turnieren einer längeren Belastung ausgesetzt ist. Dem Training der psychischen Belastbarkeit kommt daher neben der physischen Fitness eine große Bedeutung zu.